# Amsterdam Museum

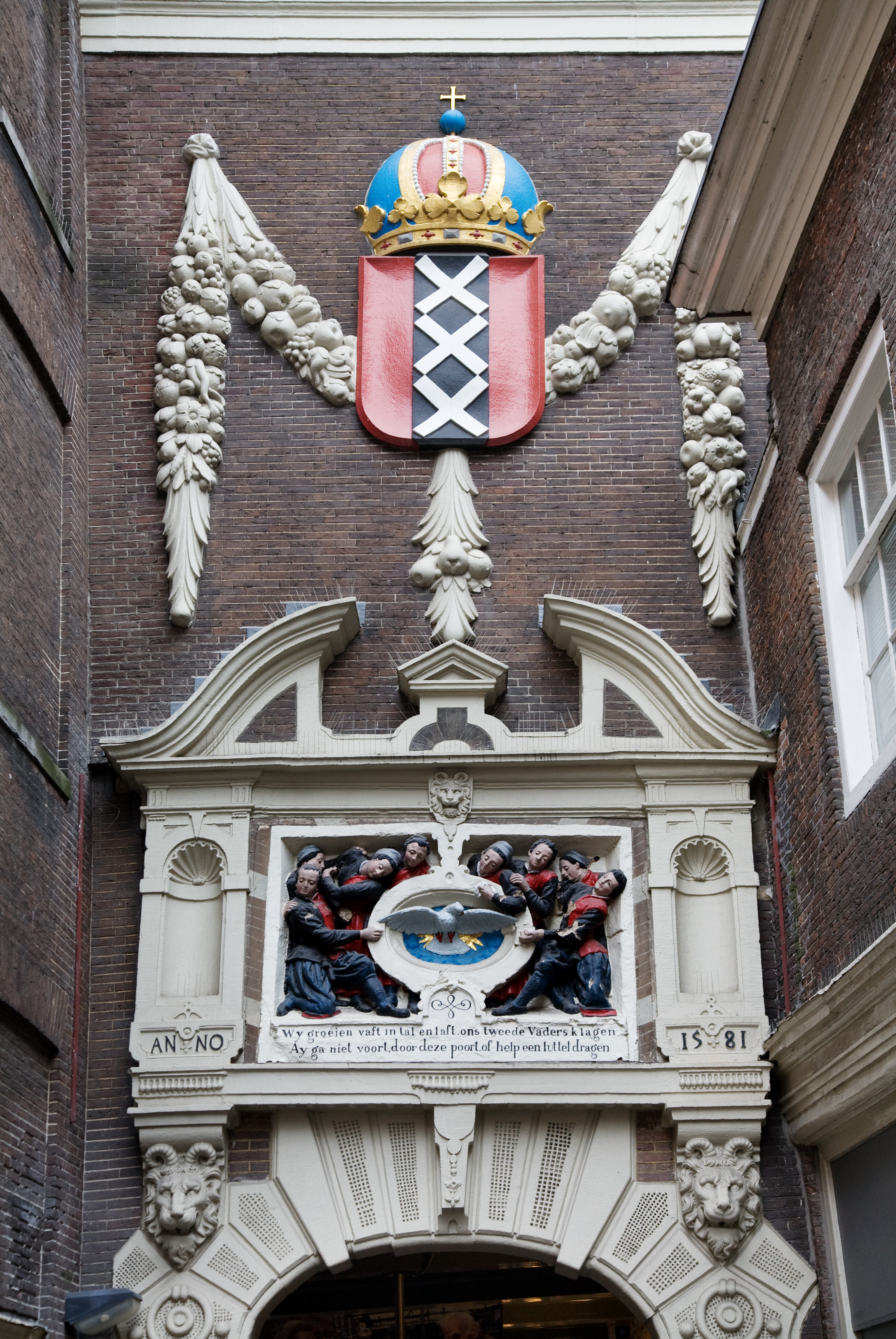
Amsterdam Museum Eingang Kalverstraat

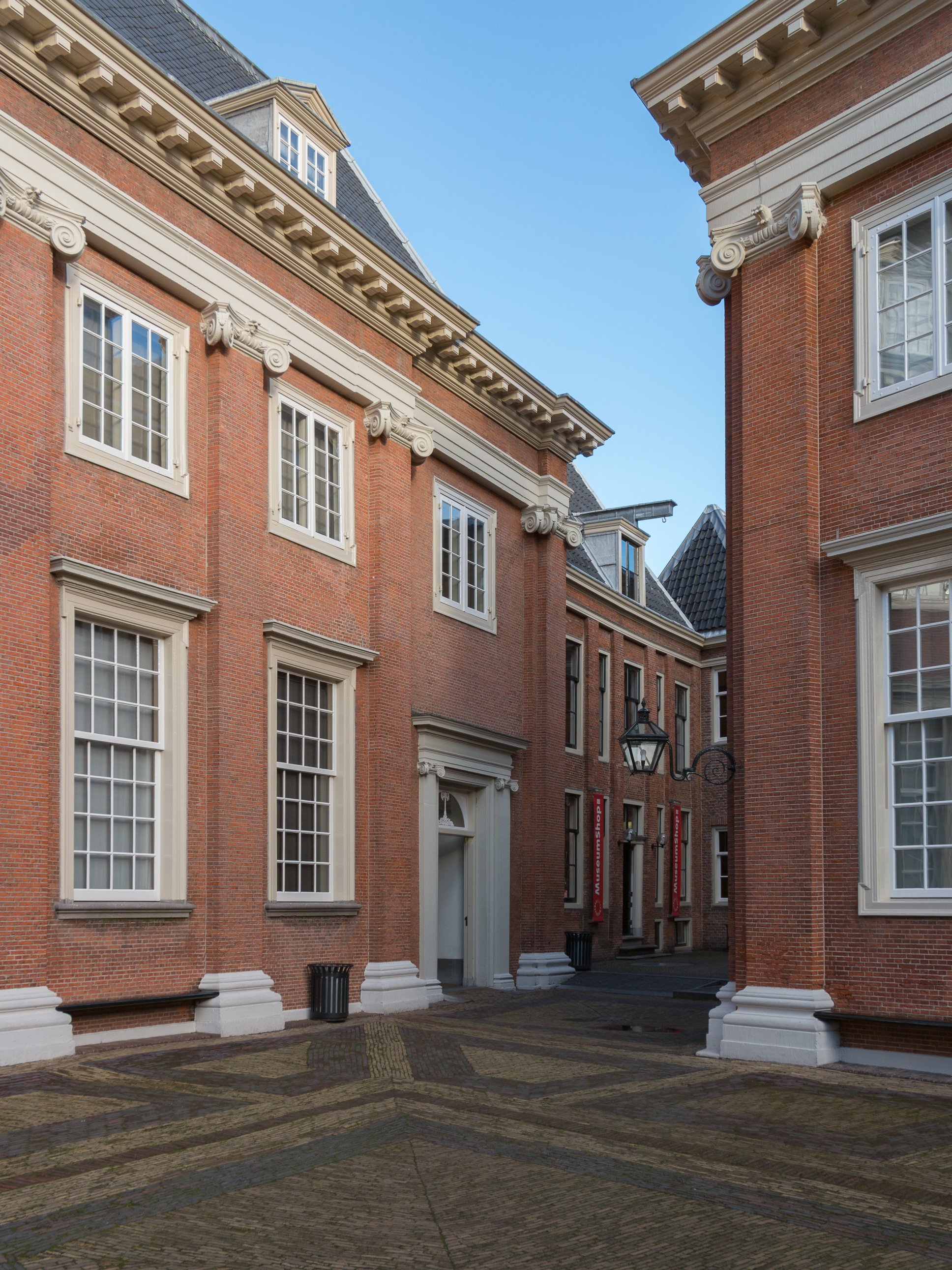
Innenhof und Eingangsbereich

Das Amsterdam Museum (bis 2011 Amsterdams Historisch Museum) ist ein Museum über die Stadtgeschichte von Amsterdam in den Niederlanden. Es befindet sich in der Altstadt von Amsterdam in der Kalverstraat 92 zwischen Nieuwezijds Voorburgwal und Rokin in der Nähe des Begijnhofs. Neben der Dauerausstellung zur Stadtgeschichte vom Mittelalter bis in die Gegenwart gibt es wechselnde Ausstellungen zu verschiedenen kulturellen Themen.

## Geschichte
Bereits im 17. Jahrhundert, dem Goldenen Zeitalter der Niederlande, begann man, im Rathaus Gemälde, Drucke und archäologische Artefakte zur Stadtgeschichte zu sammeln und in der Kunstkammer auszustellen. Die Sammlung wurde durch Ankauf oder Spenden erweitert. 1806 richtete man für diese Objekte im vierten Stock des Rathauses eine Raritätenkammer ein.
Mit der Ankunft von Louis Bonaparte in Amsterdam im Jahre 1808 wurde das Rathaus zum Königlichen Palast umgewidmet und die Kunstsammlung zum Königlichen Museum erklärt. 1817 richtete man das Königliche Museum als Rijksmuseum im Trippenhuis am Kloveniersburgwal ein. Die Sammlung zur Stadtgeschichte wurde im neuen Rathaus im Prinsenhof untergebracht.
Für die ständig anwachsende Kunstsammlung wurden 1895 am Museumplein im Stadtteil Oud-Zuid das heutige Gebäude des Rijksmuseum und das Stedelijk Museum fertiggestellt. 1906 eröffnete man im Stedelijk Museum eine dauerhafte Ausstellung von Objekten zur Stadtgeschichte. Bald entstand die Idee, für die historische Sammlung ein eigenes Museum einzurichten und das Stedelijk Museum vor allem der modernen Kunst zu widmen.
Nach längerer Auseinandersetzung konnte am 2. November 1926 anlässlich des 650. Jahrestags der Stadtgründung von Amsterdam im historischen Gebäude der Stadtwaage auf dem Nieuwmarkt das Amsterdams Historisch Museum eingeweiht werden. Das Museum stand nun nicht mehr unter der Leitung des Stedelijk Museum, sondern hatte seine eigene Beratungskommission.
Bereits in den 1930er Jahren gab es Pläne, das Museum im Gebäudekomplex des Waisenhauses an der Kalverstraat unterzubringen. Erst 1962 gelang es, die nun leer stehenden Räume zu kaufen. Nach umfangreichen Umbauarbeiten wurde am 27. Oktober 1975 die komplett restaurierte Anlage der Öffentlichkeit zugänglich gemacht.
2011 fanden umfangreiche Modernisierungsarbeiten statt, so dass das Museum teilweise geschlossen war. Zur Wiedereröffnung wurde die Einrichtung in die heutige Bezeichnung  umbenannt. Derzeit befindet sich das Museum im Amstelhof und soll 2025 ins Waisenhaus zurückkehren.

## Gebäude
Seit dem Mittelalter befand sich auf dem Gelände des Museums das Kloster des Hl. Lukas. 1578 wurde das Kloster von den Calvinisten säkularisiert. 1580 richtete man in der Anlage ein Waisenhaus ein. Es erfolgten Erweiterungsbauten durch Hendrick de Keyser und dessen Sohn Pieter de Keyser. Sein heutiges Aussehen erhielt der Gebäudekomplex 1634 durch Umgestaltungen von Jacob van Campen. Das Waisenhaus wurde bis 1960 betrieben.
Der strikten Trennung der Wohnbereiche für Jungen und Mädchen diente ein Wassergraben, der während der Umbaumaßnahmen nach Schließung des Waisenhauses zugeschüttet wurde. Die entstandene Gasse wurde überdacht und zur Schuttersgalerij, einer Galerie für großformatige Gemälde der Amsterdamer Schützengilden, ausgebaut.

## Sammlung
Die Sammlung umfasst etwa 80.000 Objekte: Gemälde, Skulpturen, Drucke, Zeichnungen, Bücher, Möbel, Textilien, Glas, Keramik, Münzen, Kunsthandwerk und Alltagsgegenstände. Das Museum verwaltet auch einen großen Teil der archäologischen Artefakte, die bei Grabungen gefunden worden sind. Die Grunddaten der gesamten Sammlung sind digital in einer Sammeldatenbank aufgezeichnet, die 2010 über die Webseite des Museums der Öffentlichkeit zugänglich gemacht wurde. Darunter befinden sich auch die 85 % der Sammlung, die nicht im Museum ausgestellt sind.

## Kunstwerke

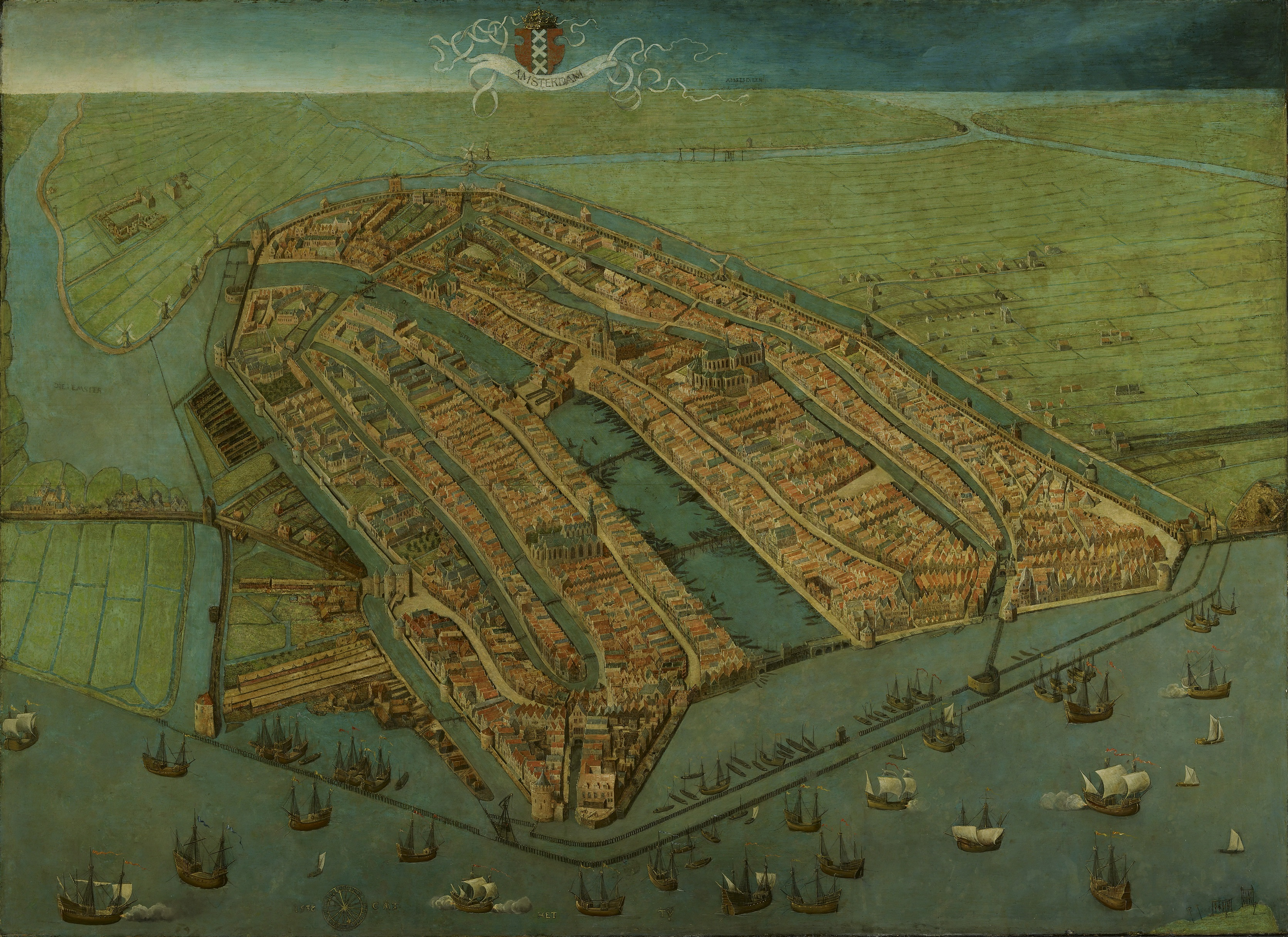
Cornelis Anthonisz.: Amsterdam aus der Vogelperspektive (1538)
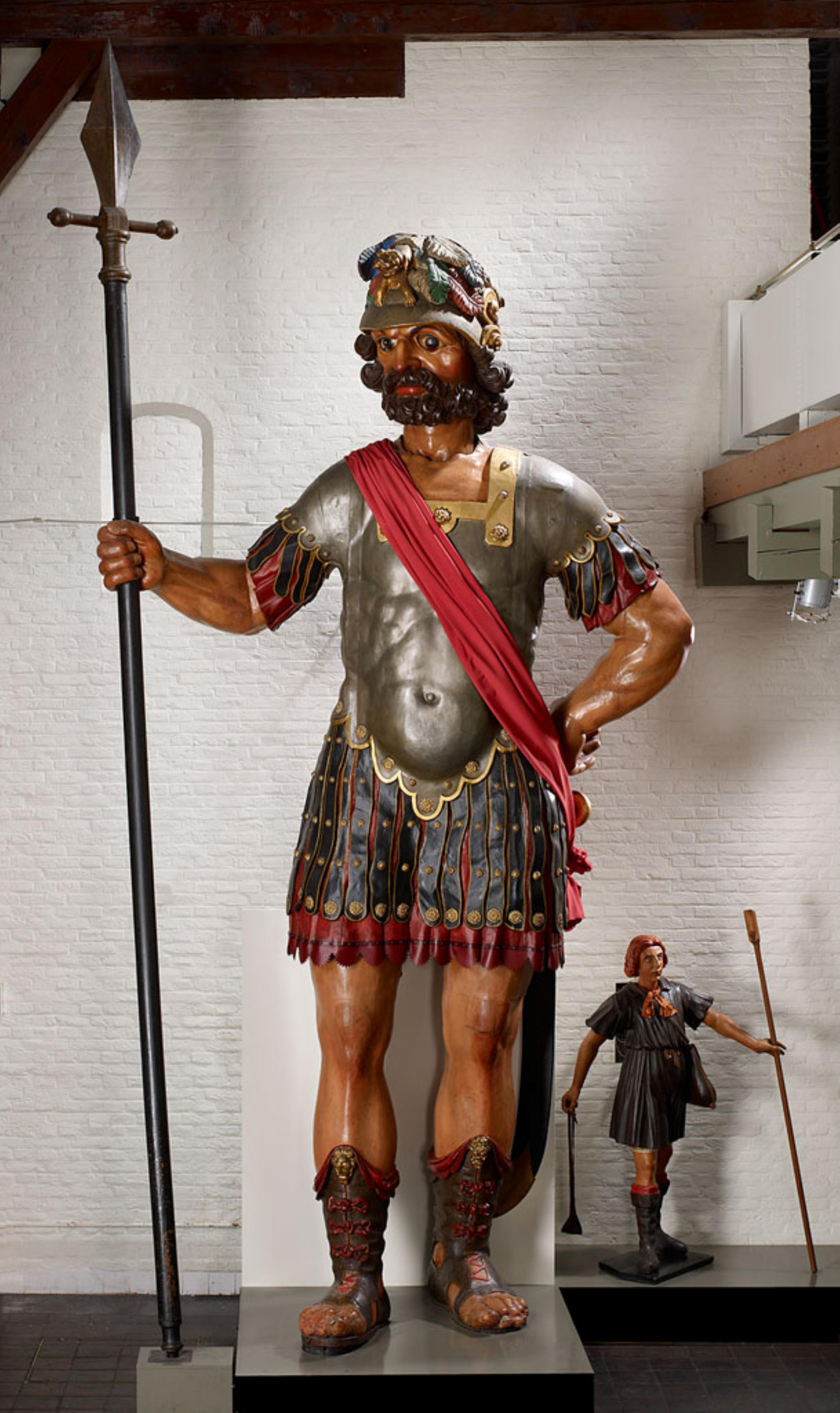
Albert Jansz Vinckenbrinck: Goliath mit Speer und Schwert (1648–1650)
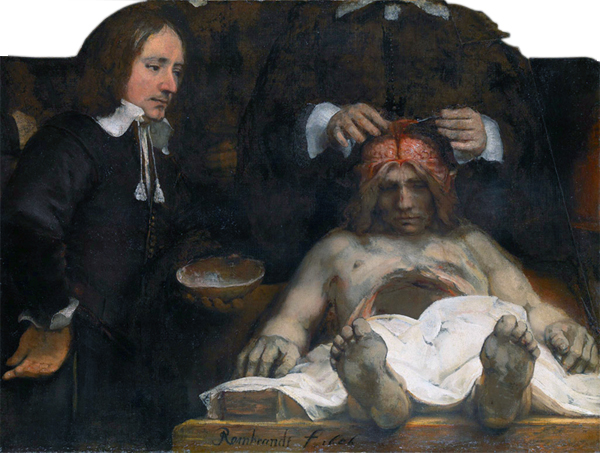
Rembrandt: Die Anatomie-Lektion von Dr. Deijman (1656)
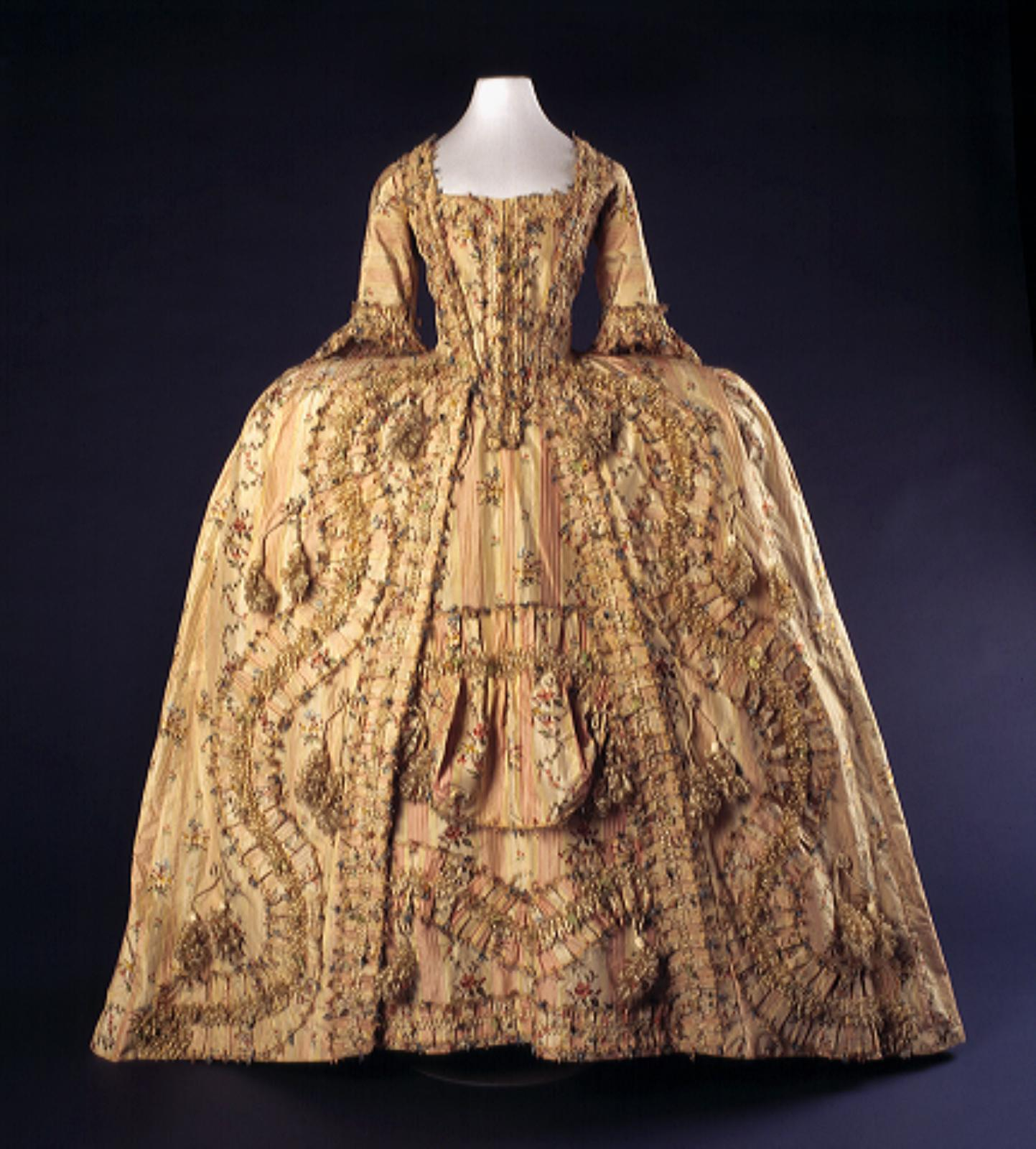
Gala-Kleid  à la française (1770)
Johan Coenraad Braakensiek: Hartjesdag (1926)
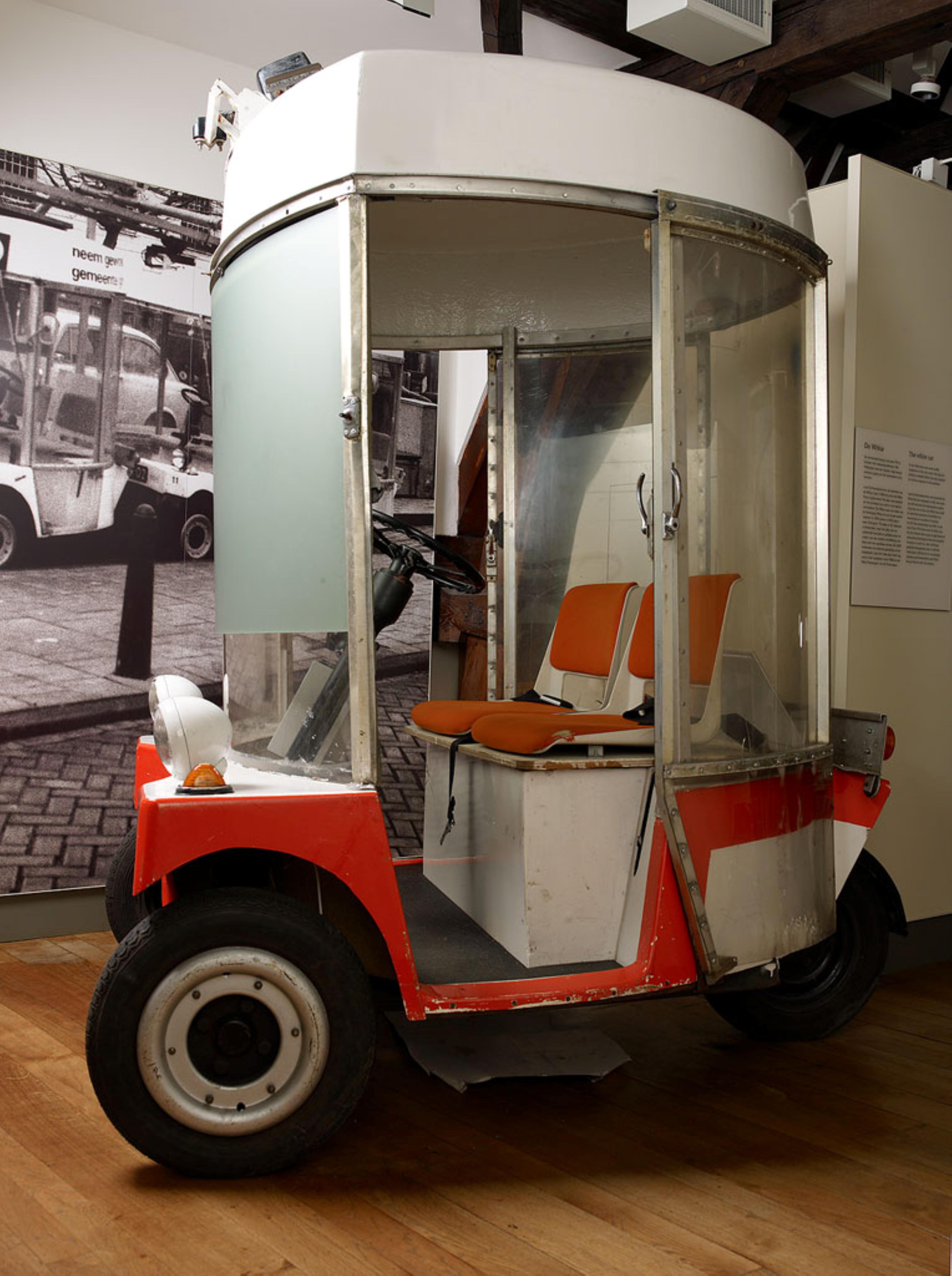
Luud Schimmelpennink: Elektrofahrzeug Witkar (1970–1979)